# 손의
손의(孫意, ? ~ ?)는 전한 말기의 관료로, 자는 자승(子承)이며, 청하군 사람이다.

## 생애
원수 2년(기원전 1년), 경조윤에 임명되었다.

## 출전
- 반고, 《한서》 권19하 백관공경표 下

| 전임 적맹 | 전한의 경조윤 기원전 1년 ~ 기원후 1년? | 후임 김흠 |